# 北九州日産モーター
北九州日産モーター株式会社（きたきゅうしゅうにっさんモーター）は、福岡県北九州市八幡西区に本社を置く、日産自動車の販売会社（旧レッド&ブルーステージ店、モーター店、サニー店）である。

## 概要
1966年（昭和41年）4月1日、日産サニー北九州販売株式会社として発足した。福岡県の北九州市および京築・筑豊地区にショウルームとサービス工場を併設した店舗8店ならびに中古車センター（NISSAN U-CARS）3店をもつ。
菊竹産業株式会社（黒崎播磨関連会社）のグループ企業である。

## 事業所

### 新車
- 本店/法人営業部 - 北九州市八幡西区穴生3-10-24
- アルタミラ - 北九州市戸畑区金比羅町1-27
- 小倉中津口店 - 北九州市小倉北区中津口2-3-25
- 小倉霧ヶ丘店 - 北九州市小倉北区霧ヶ丘3-10-18
- 筑豊店 - 田川市大字弓削田字橋本255-5
- 苅田店 - 京都郡苅田町殿川町1-29
- 行橋店 - 行橋市北泉4-2-10
- 豊前店 - 豊前市大字三毛門字熊尻412-2

### 中古車
- 八幡中古車センター - 北九州市八幡西区樋口町3-6
- 小倉中古車センター - 北九州市小倉北区霧ヶ丘3-12-37
- 苅田中古車センタ－ - 京都郡苅田町磯浜町2-8-2

## 福岡県内の他日産車販売店
- 日産福岡販売 - 2023年4月に福岡日産自動車（旧日産店、ブルーステージ店）と日産プリンス福岡販売（旧プリンス店、レッドステージ店）が合併。